# بيلي إنغهام
بيلي إنغهام (بالإنجليزية: Billy Ingham)‏ (22 أكتوبر 1952 في المملكة المتحدة - 7 نوفمبر 2009 في المملكة المتحدة) هو لاعب كرة قدم بريطاني في مركز الوسط. لعب مع برادفورد سيتي ونادي أكرينغتون ستانلي ونادي بيرنلي.

## وصلات خارجية
- بيلي إنغهام على موقع قاعدة بيانات كرة القدم.إي يو (الإنجليزية)